# 大內義弘
大內義弘（1356年—1400年）是日本室町時代的守護大名，大內氏第十代當主。他是大內弘世之子。幼名孫太郎，法號香積寺殿秀山仁實（又做秀山實公、梅窗道實）。周防介、大內介、左京權大夫，官階從四位上。義弘精於歌道，有和歌入選《新後拾遺和歌集》。
其父大內弘世由南朝歸順室町幕府，擔任周防國的守護大名。1371年，因協助九州探題今川了俊追討九州地區的南朝勢力，被授予豐前守護之職。1380年弘世死後，大內義弘繼任大內氏當主，兼任石見、長門的守護之職。1391年，山名氏發生內亂，史稱明德之亂。大內義弘介入了紛爭。次年對南朝進行談判，致力於南北朝的統一。由於這一連串功績，大內義弘又被授予了和泉和紀伊的守護之職。大內氏獨自同明朝進行貿易，其勢力從北九州一直到中國地方，同控制瀨戶內海地區的細川氏對立，並且足以同室町幕府抗衡。
室町幕府的將軍足利義滿為了削弱地方守護大名的勢力，1399年脅迫大內義弘上洛面見天皇。但義弘拒絕了，並聯合鐮倉公方足利滿兼發動反對室町幕府的叛亂（應永之亂）。足利義滿遣禪僧絕海中津勸義弘投降，大內義弘率5000人據守堺，等待足利滿兼的援軍。足利義滿率奉公眾火攻堺城，堺城最終陷落，義弘被畠山滿家殺死。其墳墓位於今山口縣山口市保寧山的瑠璃光寺。
義弘死後，大內氏即衰退。